# Велоспорт на літніх Олімпійських іграх 2016
Змагання з велоспорту на літніх Олімпійських іграх 2016 пройшли з 6 по 21 серпня. Було розіграно 18 комплектів нагород.

## Медалі

### Загальний залік
| Місце   | Країна          | Золото | Срібло | Бронза | Загалом |
| ------- | --------------- | ------ | ------ | ------ | ------- |
| 1       | Велика Британія | 6      | 4      | 2      | 12      |
| 2       | Нідерланди      | 2      | 3      | 1      | 6       |
| 3       | США             | 2      | 3      | 0      | 5       |
| 4       | Швейцарія       | 2      | 0      | 0      | 2       |
| 5       | Швеція          | 1      | 1      | 0      | 2       |
| 6       | Бельгія         | 1      | 0      | 1      | 2       |
| 6       | Італія          | 1      | 0      | 1      | 2       |
| 6       | Колумбія        | 1      | 0      | 1      | 2       |
| 6       | Німеччина       | 1      | 0      | 1      | 2       |
| 10      | КНР             | 1      | 0      | 0      | 1       |
| 11      | Росія           | 0      | 2      | 1      | 3       |
| 12      | Данія           | 0      | 1      | 2      | 3       |
| 13      | Австралія       | 0      | 1      | 1      | 2       |
| 13      | Польща          | 0      | 1      | 1      | 2       |
| 15      | Нова Зеландія   | 0      | 1      | 0      | 1       |
| 15      | Чехія           | 0      | 1      | 0      | 1       |
| 17      | Канада          | 0      | 0      | 2      | 2       |
| 18      | Венесуела       | 0      | 0      | 1      | 1       |
| 18      | Іспанія         | 0      | 0      | 1      | 1       |
| 18      | Малайзія        | 0      | 0      | 1      | 1       |
| 18      | Франція         | 0      | 0      | 1      | 1       |
| Загалом | Загалом         | 18     | 18     | 18     | 54      |

### Медалісти

#### Шосе
| Подія                     | Золото                            | Срібло                    | Бронза                            |
| ------------------------- | --------------------------------- | ------------------------- | --------------------------------- |
| Групова гонка, чоловіки   | Грег ван Авермат · Бельгія        | Якоб Фульсанг · Данія     | Рафал Майка · Польща              |
| Групова гонка, жінки      | Анна ван дер Брегген · Нідерланди | Емма Юганссон · Швеція    | Еліза Лонго Боргіні · Італія      |
| Роздільна гонка, чоловіки | Фаб'ян Канчеллара · Швейцарія     | Том Дюмулен · Нідерланди  | Кріс Фрум · Велика Британія       |
| Роздільна гонка, жінки    | Крістін Армстронг · США           | Ольга Забелінська · Росія | Анна ван дер Брегген · Нідерланди |

#### Трек
| Подія                                   | Золото                                                                        | Срібло                                                                                     | Бронза                                                                                        |
| --------------------------------------- | ----------------------------------------------------------------------------- | ------------------------------------------------------------------------------------------ | --------------------------------------------------------------------------------------------- |
| Індивідуальний спринт, чоловіки         | Джейсон Кенні (GBR)                                                           | Каллум Скіннер (GBR)                                                                       | Денис Дмітрієв (RUS)                                                                          |
| Індивідуальний спринт, жінки            | Крістіна Фогель (GER)                                                         | Ребекка Джеймс (GBR)                                                                       | Кеті Марчант (GBR)                                                                            |
| Командний спринт, чоловіки              | Велика Британія (GBR) Філіп Гіндс Джейсон Кенні Каллум Скіннер                | Нова Зеландія (NZL) Едді Докінс Етан Мітчелл Сем Вебстер                                   | Франція (FRA) Грегорі Боже Мікаель Д'Алмейда Франсуа Первіс                                   |
| Командний спринт, жінки                 | Китай (CHN) Гун Цзіньцзє Чжун Тяньши                                          | Росія (RUS) Дар'я Шмельова Анастасія Войнова                                               | Німеччина (GER) Крістіна Фоґель Міріам Вельте                                                 |
| Кейрін, чоловіки                        | Джейсон Кенні (GBR)                                                           | Маттейс Бюхлі (NED)                                                                        | Азізулхасні Аванг (MAS)                                                                       |
| Кейрін, жінки                           | Еліс Лігтле (NED)                                                             | Ребекка Джеймс (GBR)                                                                       | Анна Мірс (AUS)                                                                               |
| Командна гонка переслідування, чоловіки | Велика Британія (GBR) Едвард Кленсі Стівен Берк Овайн Дойлл Бредлі Віґґінз    | Австралія (AUS) Александр Едмондсон Джек Бобрідж Майкл Хепберн Сем Велсфорд Каллум Скотсон | Данія (DEN) Лассе Норман Гансен Ніклас Ларсен Фредерік Мадсен Каспер фон Фольсах Расмус Кваде |
| Командна гонка переслідування, жінки    | Велика Британія (GBR) Кеті Арчибальд Лора Тротт Елінор Баркер Джоанна Роуселл | США (USA) Сара Гаммер Келлі Кетлін Хлоя Дагерт Дженіфер Валенте                            | Канада (CAN) Еллісон Беверидж Джасмін Глессер Лора Браун Джорджія Сіммерлінг Кірсті Лей       |
| Омніум, чоловіки                        | Елія Вівіані (ITA)                                                            | Марк Кавендіш (GBR)                                                                        | Лассе Норман Гансен (DEN)                                                                     |
| Омніум, жінки                           | Лора Тротт (GBR)                                                              | Сара Гаммер (USA)                                                                          | Жольєн Д'Ор (BEL)                                                                             |

#### Маунтинбайк
| Подія          | Золото              | Срібло                  | Бронза                      |
| -------------- | ------------------- | ----------------------- | --------------------------- |
| Крос, чоловіки | Ніно Шуртер (SUI)   | Ярослав Кульгавий (CZE) | Карлос Колома Ніколас (ESP) |
| Крос, жінки    | Єнні Ріссведс (SWE) | Майя Влощовська (POL)   | Кетрін Пендрел (CAN)        |

BMX
| Дисципліна | Золото              | Срібло                | Бронза                 |
| Чоловіки   | Коннор Філдс (USA)  | Єлле ван Горком (NED) | Карлос Рамірес (COL)   |
| Жінки      | Маріана Пахон (COL) | Еліс Пост (USA)       | Стефані Ернандес (VEN) |